# Michaël Herman
Michaël Herman (ou Michael Robert ou Michael R. ou Michel Herman) est un mathématicien franco-américain né à New York le 6 novembre 1942 et mort à Paris 12e le 2 novembre 2000.
Membre de l'Académie des sciences, il a profondément fait évoluer la théorie des systèmes dynamiques.

## Biographie

### Formation
Michaël Herman intègre l'École polytechnique, en 1963 en tant qu'« élève étranger ».

### Carrière professionnelle
Après ses études, il est attaché de recherche (1967-1969 et 1973-1974) au Centre de mathématiques de l'École polytechnique créé par Laurent Schwartz et assistant à l'Université Paris 13 Nord de 1970 à 1973. Il est ensuite nommé au Centre national de la recherche scientifique (CNRS) attaché de recherche en 1974. Il poursuit des travaux de Vladimir Arnold inaugurés par Henri Poincaré et soutient en 1976 sa thèse de doctorat dirigée par Harold Rosenberg « Sur la conjugaison différentiable des difféomorphismes du cercle à des rotations » à l'Université Paris-Sud. Il est ensuite nommé chargé de recherche en 1976 puis maître de recherche en 1979 et enfin directeur de recherche de 1981 à 2000,.
L'un de ses plus illustres élèves est Jean-Christophe Yoccoz qui a obtenu en 1994 la médaille Fields pour la suite de ces travaux dans le domaine de la théorie des systèmes dynamiques
,

## Activité scientifique
L'Académie des sciences résume son apport à la science de la façon suivante : « Son œuvre scientifique a fait profondément évoluer la théorie des systèmes dynamiques. Il démontre en 1976 un théorème de conjugaison différentiable pour les difféomorphismes du cercle, qui constitue le premier résultat non perturbatif relatif aux problèmes de petits diviseurs. Il étudie les bords des disques et des anneaux invariants par une fraction rationnelle. Son livre en deux volumes (1983, 1986) constitue aujourd'hui encore la référence définitive sur les courbes invariantes par les difféomorphismes de l'anneau. Il a introduit en 1983 une méthode pour minorer les exposants d'Alexandre Liapounov qui a connu depuis d'importants développements. Il a radicalement transformé, par une suite de travaux, la compréhension des tores invariants de la mécanique hamiltonienne : théorie de George David Birkhoff en dimension supérieure, existence de tores invariants ou translatés de co-dimension 1, contre-exemple au Closing Lemma pour les flots hamiltoniens, et une série d'études profondes sur l'instabilité topologique des systèmes conservatifs ».
Il dirige les Annales scientifiques de l'École normale supérieure de 1981 à 1986, la revue de mathématique Astérisque de 1986 à 1991. Il est responsable des Comptes rendus de l'Académie des sciences de 1995 à 1997.

## Publications
Universitaire, Michaël Herman a beaucoup publié : quelques articles sont disponibles en ligne,.

## Reconnaissance et distinctions
Michaël Herman est élu membre correspondant de l'Académie des sciences du Brésil en 1984. Il est élu correspondant de l'Académie des Sciences le 19 mars 1990, puis membre le 4 février 1991 où il siège au sein de la section de mathématique.
Il reçoit le prix Salem en 1976, le prix Servant de l'Académie des sciences en 1978 et le prix Jaffé de l'Institut de France en 1987.

## Pour approfondir